# Museumbrug (Groningen)
De Museumbrug is een brug in Groningen die de Zuiderhaven overspant en aldus een verbinding vormt tussen de Westerkade en de Praediniussingel.
De brug dankt haar naam aan het Groninger Museum dat tot 1994 aan de Praediniussingel was gevestigd. De basculebrug werd in opdracht van de gemeente Groningen ontworpen door Werkspoor Utrecht en kwam in 1938 gereed. Hij verving een oudere brug uit 1882. De brug met bijbehorend brugwachtershuisje werd ontworpen in de stijl van de Delftse School. De Groningse stadsarchitect Siebe Jan Bouma was verantwoordelijk voor het totale ontwerp. Zelf tekende hij het brugwachtershuisje en voor de leuningen van de brug. Het aan de zuidwestkant van de brug aan de Sluiskade gelegen gebouwtje heeft op het dak een beeld van Willem Valk van een stern op een bol.
De overspanning staat met het brugwachtershuisje op de gemeentelijke monumentenlijst.
Sinds het gereedkomen van de parkeergarage, met winkelvoorzieningen, op de gedempte Westerhaven, rond 2000, vormt de brug een van de verbindingen naar de Groninger binnenstad voor diegenen die de stad met de auto bezoeken.
Sinds de totstandkoming van het nieuwe Groninger Museum, in het Verbindingskanaal in 1994, wordt de aldaar aangelegde H.N. Werkmanbrug in de Groninger volksmond ook Museumbrug genoemd.

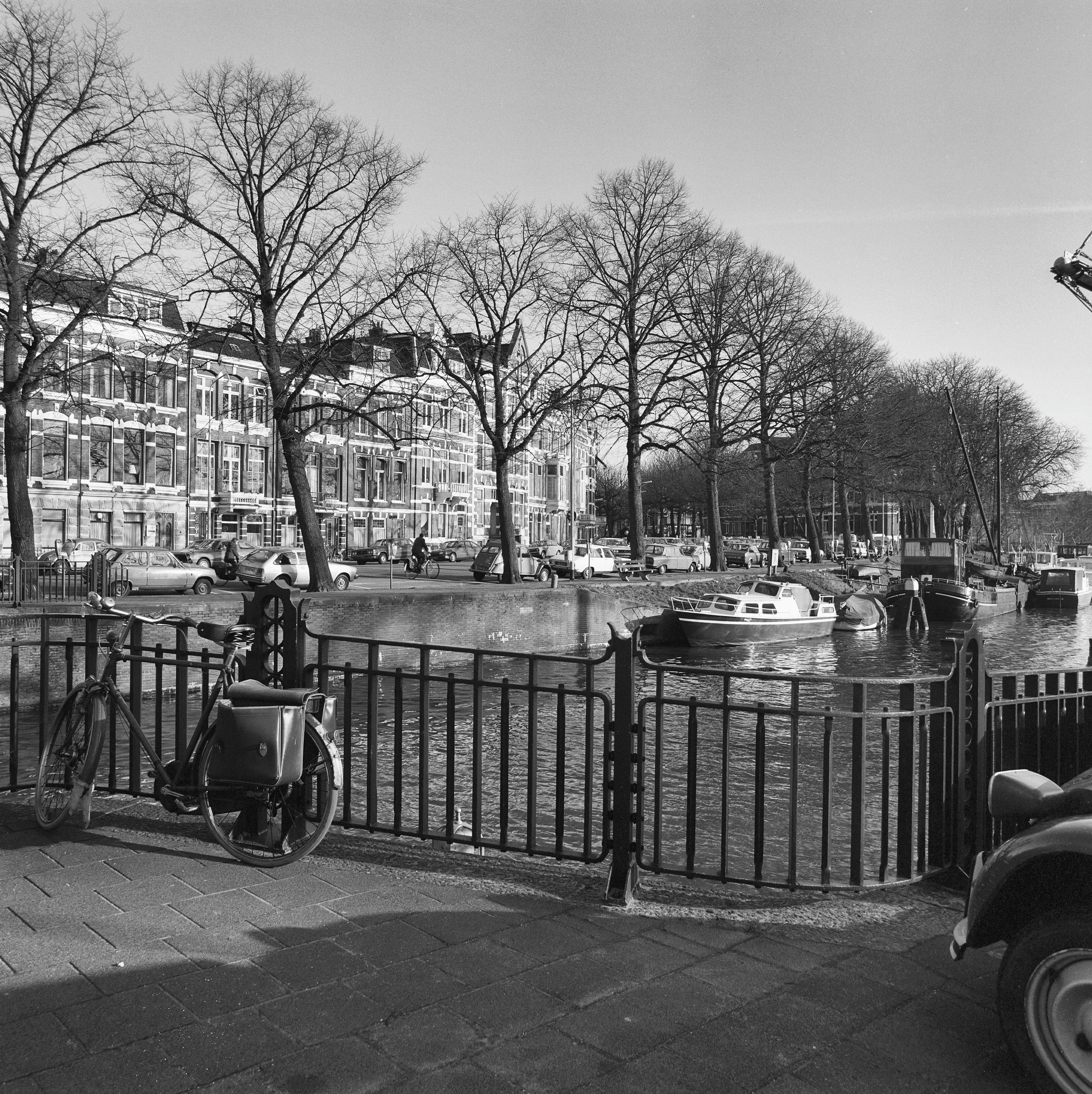
Zicht op de Praediussingel
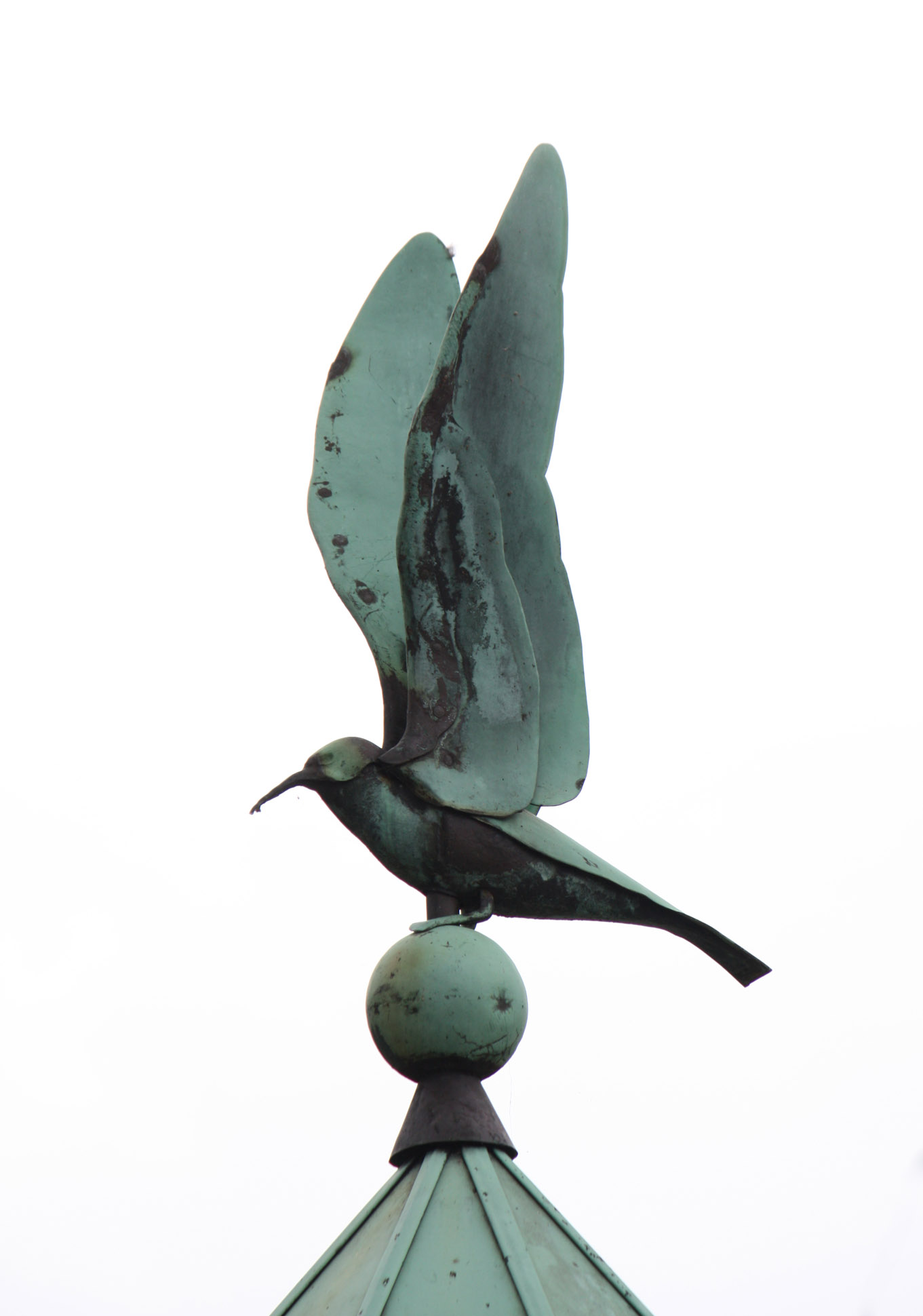
Stern op brugwachtershuisje